# (4593) Reipurth
(4593) Reipurth est un astéroïde de la ceinture principale.

## Description
(4593) Reipurth est un astéroïde de la ceinture principale. Il fut découvert le 16 mars 1980 à La Silla par Claes-Ingvar Lagerkvist. Il présente une orbite caractérisée par un demi-grand axe de 3,03 UA, une excentricité de 0,11 et une inclinaison de 9,5° par rapport à l'écliptique.

## Compléments